# As cinco linguagens do Amor
As cinco linguagens do amor: como expressar um compromisso sincero com seu cônjuge (em inglês:  The Five Love Languages: How to Express Heartfelt Commitment to Your Mate) é um livro de psicologia escrito pelo pastor batista Gary Chapman, publicado em 1992. Ele descreve cinco maneiras gerais pelas quais os parceiros românticos expressam e experimentam o amor, que Chapman chama de "linguagens do amor":  São atos de serviço (atos em prol do outro sem perspectiva de se obter algo), dar presentes, toque físico, tempo de qualidade (interação proativa entre as pessoas, como entre familiares, amigos e parceiros) e palavras de afirmação  (capazes de expressar sentimentos de amor, respeito e valorização do outro). 

## Resumo
O livro explica cinco "linguagens de amor" para se comunicar com seu parceiro. É sobre receber presentes, gastar tempo de qualidade, as palavras de apreço, serviços e toque físico. O livro convida você a descobrir sua linguagem de amor primária e secundária, assim como a de seu parceiro.
De acordo com Chapman, as cinco "linguagens do amor" são:
- palavras de afirmação (elogios).
- tempo de qualidade.
- dar presentes.
- atos de serviço (ou atos de doação).
- toque físico. [1]

São dados exemplos de sua prática de aconselhamento, bem como perguntas para ajudar a determinar as próprias linguagens do amor.   De acordo com a teoria de Chapman, cada pessoa tem uma linguagem de amor primária e uma secundária. 
Chapman sugere que, para descobrir a linguagem do amor de outra pessoa, deve-se observar a maneira como ela expressa amor aos outros e analisar o que ela reclama com mais frequência e o que ela solicita com mais frequência. Ele teoriza que as pessoas tendem a dar amor naturalmente da maneira que preferem receber amor, e uma melhor comunicação entre os casais pode ser alcançada quando um pode demonstrar carinho pela outra pessoa na linguagem de amor que o destinatário entende.
Um exemplo seria: se a linguagem de amor de um marido são atos de serviço (ou atos de doação), ele pode ficar confuso quando lava a roupa e sua esposa não percebe isso como um ato de amor, encarando-o como simplesmente realizar tarefas domésticas, porque a linguagem de amor que ela compreende suas palavras de afirmação (afirmação verbal de que ele a ama). Ela pode tentar usar o que ela valoriza, palavras de afirmação, para expressar seu amor por ele, que ele não valorizaria tanto quanto ela. Se ela entende sua linguagem de amor e corta a grama para ele, ele percebe isso em sua linguagem de amor como um ato de expressar seu amor por ele; da mesma forma, se ele diz que a ama, ela valoriza isso como um ato de amor. 

## Recepção
O livro está na lista do New York Times best-seller de 2009 a 2013. Em 2017, foi traduzido para 50 idiomas. Em 2018, 11 milhões de cópias foram vendidas em inglês. Uma nova edição revisada foi lançada em 1º de janeiro de 2015.
O livro vendeu 8.500 cópias em seu primeiro ano, quatro vezes o que a editora esperava. No ano seguinte, vendeu 17.000, e dois anos depois, 137.000.   Um estudo de 2006 de Nicole Egbert e Denise Polk sugere que as Cinco Linguagens do Amor podem ter algum grau de validade psicométrica. 

## Trabalhos relacionados
Desde 1992, Chapman escreveu vários livros relacionados ao seu clássico "As cinco linguagens do amor", incluindo The Five Love Languages of Children ("As cinco linguagens do amor das crianças") em 1997 e The Five Love Languages for Singles ("As cinco linguagens do amor para solteiro") em 2004.  Em 2011, Chapman foi co-autor de "As Cinco Linguagens da Apreciação no Local de Trabalho" com o Dr. Paul White, aplicando os conceitos das 5 Linguagens do Amor às relações de trabalho.  Há também edições especiais do livro, como "As cinco linguagens do Amor, Edição Militar" (2013), que Chapman é co-autor de Jocelyn Green.   